# 张荣臻
张荣臻（1910年12月—2001年），男，江苏江阴人，中华人民共和国兽医病理学家，曾任内蒙古自治区人大常委会副主任，第四届全国政协委员，第五届全国人大代表。